# Saljut

Logo des Saljut-Programms

Saljut [sa'lʏt] (russisch Салют für Salut, Ehrensalve, Gruß) war die Bezeichnung für mehrere sowjetische Raumstationen in den 1970er und 1980er Jahren.
Nachdem die Sowjetunion den Wettlauf ins All lange angeführt hatte, bei der ersten bemannten Mondlandung aber unterlag, rückte der erdnahe Orbit wieder in den Vordergrund. Um dem amerikanischen Skylab-Programm von 1973 zuvorzukommen, wurde mit Saljut 1971 ein neues Programm gestartet. Die Sowjetunion erlangte damit wieder den Status, als erste einen neuen Meilenstein im Weltraum erreicht zu haben.

## Almas und DOS
Seit 1964 wurde in der Sowjetunion an einer militärischen Raumstation gearbeitet, die das Gegenstück zum amerikanischen MOL-Programm (Manned Orbiting Laboratory) der US Air Force darstellen sollte. Diese Station wurde vom Konstruktionsbüro OKB-52 unter Wladimir Tschelomei entwickelt und trug den Namen Almas (russisch Алмаз für „Diamant“) oder OPS (ОПС, Орбитальная пилотируемая станция, Orbitalnaja Pilotiruemaja stanzija für „Bemannte Orbital-Station“). Als Zubringer sollte das ebenfalls noch zu entwickelnde TKS-Raumschiff dienen.
Als sich im Sommer 1969 herausstellte, dass bis zum Erstflug von Almas und TKS noch einige Jahre vergehen würden, entstand die Idee, parallel dazu eine zivile Raumstation zu entwickeln, die auf einer Almas-Struktur basieren sollte, aber Sojus-Technologie einsetzte. Die endgültige Entscheidung wurde mit dem Beschluss des Ministerrates 105-41 vom 9. Januar 1970 autorisiert. Im Frühjahr 1970 wurden vier bereits fertige Gehäuse und Ausstattungselemente vom Almas-Typ inklusive aller Unterlagen von Tschelomei an das von Mischin geleitete „Zentrale Konstruktionsbüro des experimentellen Maschinenbaus“ übergeben. Diese Raumstation erhielt die Bezeichnung DOS (russisch ДОС, Долговременная орбитальная станция, Dolgowremennaja orbitalnaja stanzija für „Langzeit-Orbital-Station“) und wurde vom Konstruktionsbüro ZKBEM, dem früheren OKB-1, durch die Kombination der gelieferten Module mit bereits erprobten Systemen der Sojus-Raumschiffe entwickelt. DOS-1 sollte nach den damaligen Planungen bereits Ende 1971 einsatzbereit sein. Tatsächlich erfolgte die Fertigstellung der DOS-Station unter dem Namen Saljut 1 bereits im Dezember 1970, so dass der Start im April 1971 stattfinden konnte.
Um die militärische Natur der Almas-Stationen zu verschleiern, wurden öffentlich sowohl erfolgreich gestartete DOS- als auch Almas-Stationen unter der Bezeichnung „Saljut“ geführt. Insgesamt wurden sechs DOS-Stationen und fünf Almas-Stationen gebaut und gestartet. Zwei DOS-Stationen und eine Almas-Station konnten nicht bemannt werden, somit wurden vier DOS- und zwei Almas-Stationen benutzt. Die beiden zuletzt gebauten OPS-Stationen wurden als unbemannte automatische Aufklärungsplattformen genutzt und starteten unter den Namen Kosmos 1870 im Juli 1987 und als Almas 1 im März 1991.
Die Stationen beider Reihen trugen dabei wesentlich zur Erforschung der Technologien bei, die für einen langfristigen Aufenthalt und den Bau von komplexeren Strukturen im Weltraum nötig sind.
Die Almas-Stationen unterschieden sich äußerlich kaum von den ersten Saljut-Stationen Saljut 1 und 4, da beide auf den Arbeiten des Konstruktionsbüros Tschelomeis basierten. Die nie für bemannte Flüge eingesetzten Zubringerraumschiffe TKS für drei Kosmonauten sollten unter anderem jeweils acht Rückkehrkapseln mit zur Raumstation bringen. In diesen Kapseln konnten 100 kg Nutzlast zur Erde zurückgeführt werden. Die Almas-Stationen waren mit einer umfangreichen und hochauflösenden Fototechnik ausgestattet. Die Filme konnten an Bord entwickelt werden.
Weitgehend unbekannt ist, dass mindestens eine Almas-Station (Saljut 3) bewaffnet war.

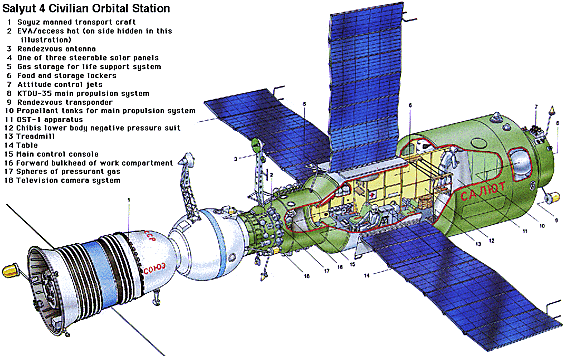
Zeichnung der Saljut-4-Station mit einem angedockten Sojus-Raumschiff

## Aufbau
Die Saljut-Stationen vor Saljut 6 bestanden aus einer vorderen Schleusensektion mit Kopplungsstutzen mit insgesamt 3,3 m Länge und einem Durchmesser von 2 m, gefolgt vom vorderen Arbeitsraum mit zylindrischer Form und einer Länge von 3,8 m und einem Durchmesser von 3,0 m. Es folgt eine konische Zwischensektion von 1,2 m Länge deren Durchmesser von 3,0 m auf 4,15 m ansteigt und der hintere Arbeitsraum von zylindrischer Form und einer Länge von 4,2 m und einem Durchmesser von 4,15 m. Den Abschluss bildet eine zylindrische Hecksektion von 1,9 m Länge und einem Durchmesser von 2,2 m. Die Gesamtlänge der Station betrug ca. 15 m, das Gesamtvolumen etwa 100 m³ und die Gesamtmasse etwa 18,5 t. Die Energieversorgung erfolgte bei Saljut 1 und 2 durch vier starre (beim Start eingeklappte) Solarzellenflächen von etwa 10 m Spannweite, von denen jeweils zwei an der vorderen Schleusensektion und an der Hecksektion angebracht wurden. Ab Kosmos 557 kamen drei drehbar gelagerte und so zur Sonne ausrichtbare Solarzellenflächen an der vorderen Arbeitssektion mit jeweils 6,6 m Länge zum Einsatz. Allen gemeinsam war, dass die mittlere Sektion und die Hecksektion den Raumfahrern als Lebensraum und für wissenschaftliche und technische Geräte zur Verfügung stand. An der Hecksektion waren außerdem ein Triebwerk für Bahnmanöver und ein weiterer Kopplungsstutzen angebracht. Die mit einem Kopplungsstutzen ausgerüsteten Sektionen waren hermetisch vom Rest der Station abtrennbar und dienten so als Luftschleuse. Bei den ersten Stationen dienten die Sojus-Raumschiffe nicht nur als Transportmittel, sondern auch noch als Erholungs- und Schlafraum. 
Die letzten beiden Saljut-Stationen (6 und 7) waren mit 18,9 t etwas schwerer als die vorherigen fünf und unterschieden sich auch im Aufbau. In der Hecksektion wurde ein zweiter Kopplungsstutzen eingebaut. Damit konnten erstmals gleichzeitig zwei Raumschiffe an eine Raumstation koppeln, so dass sich neben den Stammbesatzungen auch Besuchsmissionen in den Stationen aufhalten konnten. Auch ein Austausch der Raumschiffe war möglich, so dass die Missionsdauer der Stammbesatzung über die Lebenszeit eines Sojus-Raumschiffs ausgedehnt werden konnte. Außerdem konnten Progress-Frachtraumschiffe an der Station anlegen, um die Vorräte zu ergänzen und Abfall beim Verglühen in der Erdatmosphäre zu entsorgen. Für Bahnkorrekturen wurden auch die Triebwerke der angekoppelten Sojus- oder Progress-Raumschiffe verwendet.
Für den Start der Stationen wurde eine Proton-Trägerrakete eingesetzt.

## Die einzelnen Stationen

### Saljut 1 (DOS 1)
Saljut 1 wurde am 19. April 1971 gestartet und war die erste Raumstation. Sojus 10 führte ein Kopplungsmanöver mit der Station durch, die Mannschaft konnte diese aber nicht betreten. Die einzigen Kosmonauten, die sich an Bord aufhielten, war die Besatzung von Sojus 11, die aber bei der Rückkehr wegen eines geöffneten Luftventils des Sojus-Raumschiffes ums Leben kam. Insgesamt war die Station an 24 Tagen bemannt und verglühte nach 175 Tagen im Orbit am 11. Oktober 1971 in der Atmosphäre. Saljut 1 bestand im Wesentlichen aus einer leeren Almas-Hülle und vielen Sojus-Bestandteilen, unter anderem einem kompletten Servicemodul am Heck.

### Saljut 2A (DOS 2)
Die zweite zivile Raumstation der Sowjetunion sollte am 29. Juli 1972 gestartet werden. Durch einen Fehler der verwendeten Trägerrakete vom Typ Proton kam es zu einer Explosion, die die Raumstation kurz nach dem Start zerstörte.

### Saljut 2 (Almas 1)
Am 3. April 1973 wurde der Prototyp der streng geheimen militärischen Almas-Station gestartet. Um die wahre Natur der Station zu verschleiern, wurde ebenfalls eine Saljut-Bezeichnung vergeben. Die Station erreichte zunächst den vorgesehenen Orbit. Nach zwei Tagen unbemannten Flugs wurde ein plötzlicher Druckverlust an Bord der Raumstation registriert, nach und nach fielen alle Instrumente aus, bis sich am 29. April ein totaler Kontrollverlust einstellte. Saljut 2 stürzte daraufhin bereits am 28. Mai des gleichen Jahres ab, ohne dass eine Mannschaft an Bord gewesen war.
Der Fehlschlag war wahrscheinlich dadurch verursacht, dass der Resttreibstoff in der ausgebrannten dritten Stufe der Proton-Trägerrakete explodiert war und Trümmerteile der Explosion die Saljut 2 mit hoher Geschwindigkeit getroffen hatten.

### Kosmos 557 (DOS 3)
Die dritte zivile Raumstation wurde am 11. Mai 1973 gestartet. Sie konnte in der Umlaufbahn nicht stabilisiert werden, und verglühte bereits am 22. Mai 1973. Deshalb erhielt sie „nur“ eine Bezeichnung der Kosmos-Reihe.

### Saljut 3 (Almas 2)
Der Start von Saljut 3 fand am 25. Juni 1974 statt. 16 Tage lang wurde die Raumstation von der Besatzung von Sojus 14 genutzt. Der Flug von Sojus 15 musste wegen Problemen abgebrochen werden. Am 24. Januar 1975 trat Saljut 3 wieder in die Erdatmosphäre ein.
Bei dieser Mission soll eine ursprünglich für Flugzeuge konstruierte Schnellfeuerkanone NR-23 zum Einsatz gekommen sein. Kurz vor dem Wiedereintritt, am Ende der Mission, wurden einige Schüsse abgefeuert, um das Verhalten des Raumfahrzeugs gegenüber dem Rückstoß der Kanone zu untersuchen. Offizielle Angaben zu diesem Versuch gibt es nicht.

### Saljut 4 (DOS 4)
Saljut 4 wurde am 26. Dezember 1974 gestartet.
Bis zum Absturz am 2. Februar 1977 wurde sie von den Besatzungen von Sojus 17 und Sojus 18 insgesamt 93 Tage genutzt.
Unter anderem wurden Laser-Ortungsversuche durchgeführt.

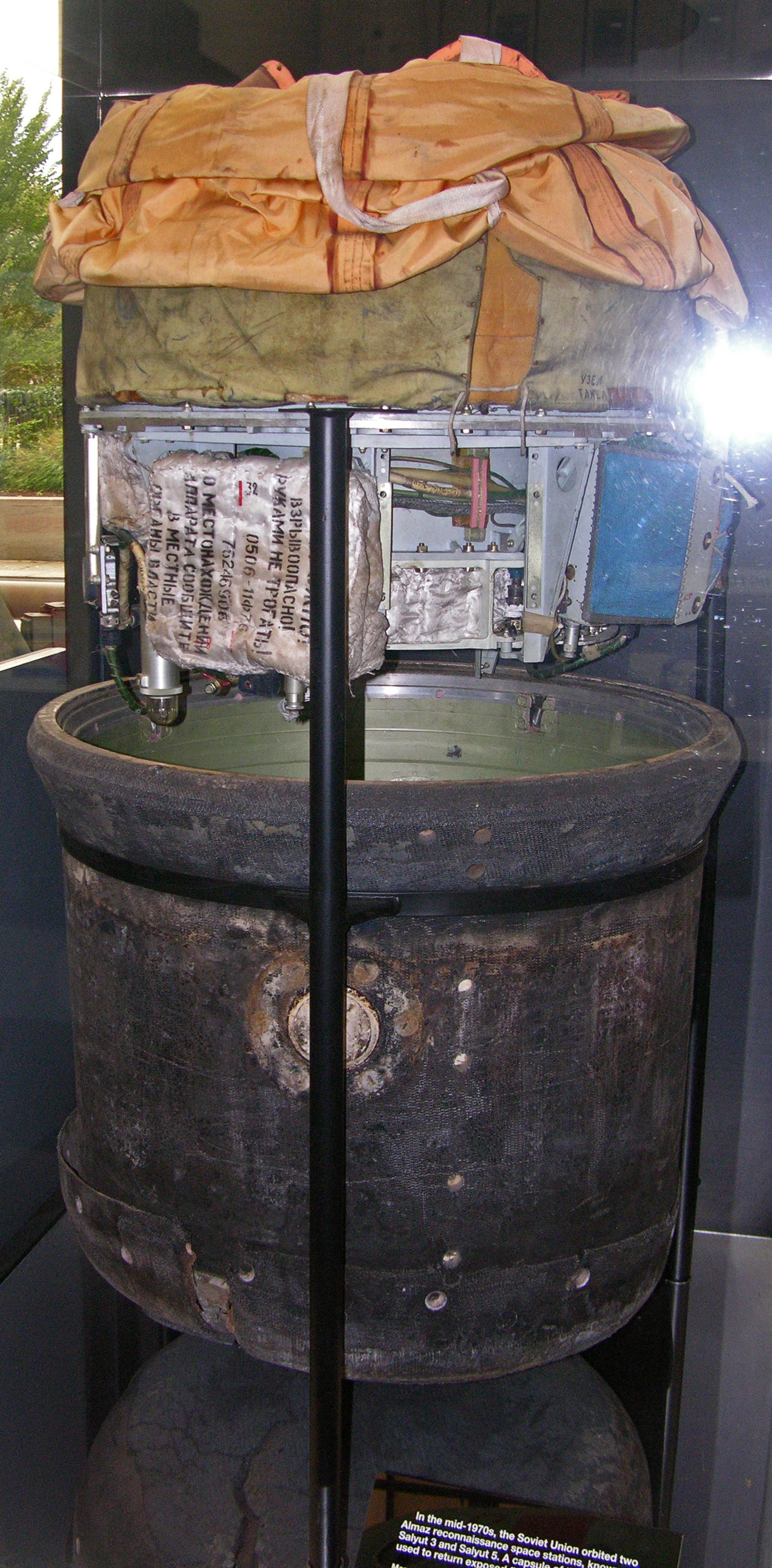
Eine Rückkehr-Kapsel mit Filmmaterial von Saljut 5

### Saljut 5 (Almas 3)
Saljut 5 startete am 22. Juni 1976 und blieb bis zum 8. August 1977 im Orbit. Die Besatzungen von Sojus 21 und Sojus 24 blieben insgesamt 67 Tage an Bord. Eine weitere Mission, Sojus 23, schlug jedoch fehl.
Das Almas-Programm wurde 1978 gestoppt und 1980 offiziell beendet.

### Saljut 6 (DOS 5)
Saljut 6 wurde am 29. September 1977 gestartet und war die erste wiederauftankbare Raumstation, dank des erstmals eingebauten zweiten Kopplungsstutzens am hinteren (dickeren) Ende des Hauptmoduls. Dies ermöglichte neben Besatzungstauschen das Andocken von Versorgungsraumschiffen vom Typ Progress, die sowohl Lebensmittel als auch Sauerstoff und Treibstoff in die Station brachten. Müll der an Bord lebenden Kosmonauten wurde aufgenommen und verglühte beim Wiedereintritt der Versorgungsraumschiffe in die Erdatmosphäre.
Durch die Ver- und Entsorgungsmöglichkeit hatte die Station eine weitaus längere Nutzungsdauer und blieb fast fünf Jahre im All, bis sie am 29. Juli 1982 verglühte. Insgesamt besuchten 16 Mannschaften Saljut 6. Mit dieser Raumstation wurden im Rahmen des Interkosmos-Programms erstmals Raumfahrer aus befreundeten Ländern eingeladen, an sowjetischen Raumflügen teilzunehmen, darunter der erste Deutsche im Weltall, Sigmund Jähn, der am 26. August 1978 für die DDR startete. 
Mit dem angedockten Modul Kosmos 1267 (TKS 2) war Saljut 6 die erste modulare Raumstation. Insgesamt war die Station an 685 Tagen besetzt.

### Saljut 7 (DOS 6)

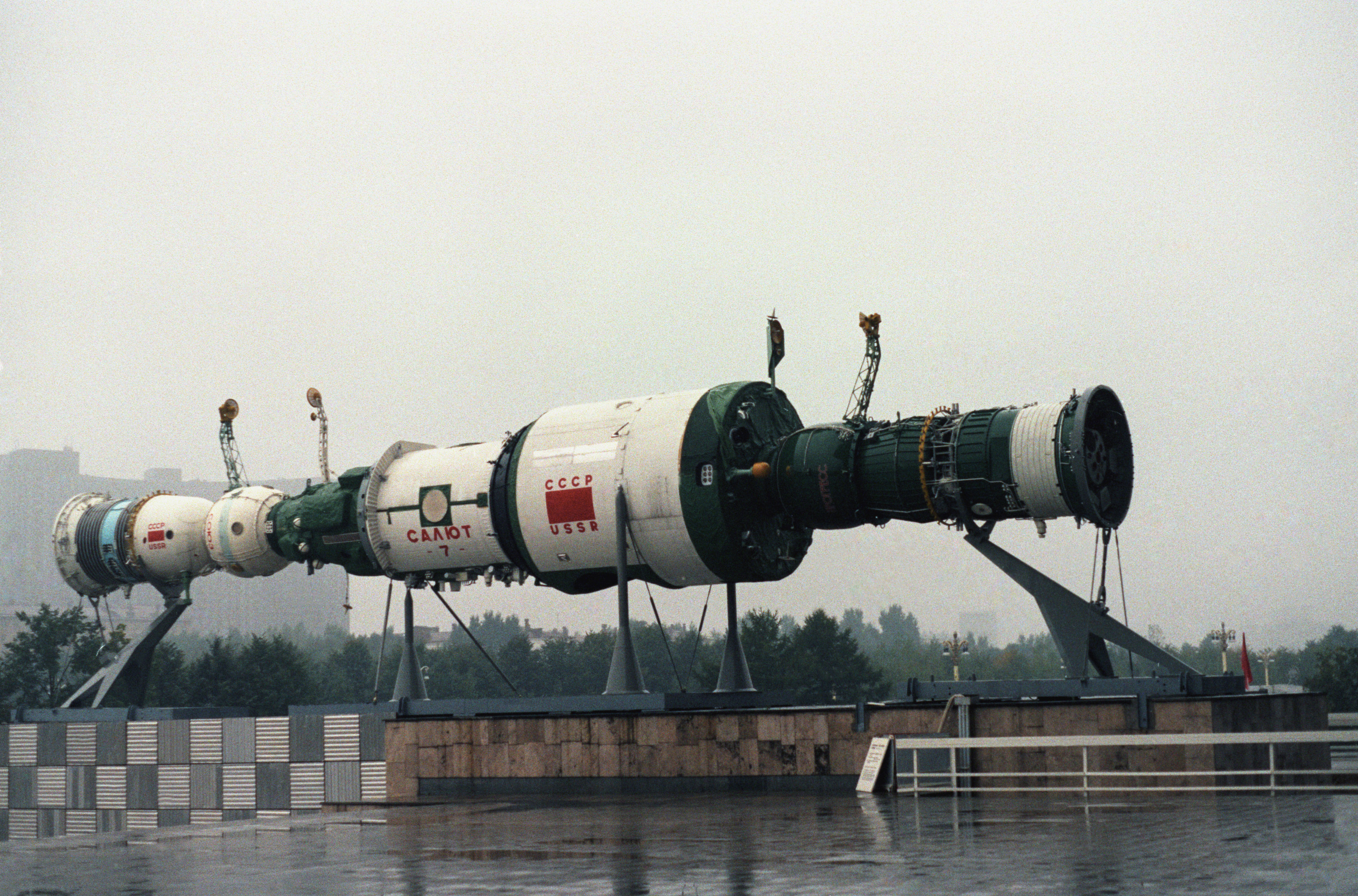
Modell der Saljut-7-Station (ohne Solarpanels) mit einem angedockten Sojus-Raumschiff und einem Progress-Transporter

Der Start von Saljut 7 erfolgte am 19. April 1982.
Zehn Besatzungen taten zwischen 1982 und 1986 auf der Station Dienst. Der längste Aufenthalt betrug 237 Tage.
Mit den angedockten Modulen Kosmos 1443 und Kosmos 1686 (TKS 3 und 4) war Saljut 7 wiederum eine modulare Station. Nach dem Start des Zentralmoduls der neuen Raumstation Mir am 19. Februar 1986 wurden Teile der Ausrüstung von Saljut 7 durch einen Besuch von Sojus T-15 zur Mir gebracht. Der Flug von Sojus T-15 von der Mir zu Saljut 7 und wieder zurück zur Mir war der erste Flug eines Raumschiffs zwischen zwei Raumstationen. Danach starteten keine weiteren Kosmonauten mehr zu Saljut 7.
Am 7. Februar 1991 trat die Raumstation in die Erdatmosphäre ein und verglühte teilweise. Fragmente der Station gingen über Argentinien nieder.